# Kilosa
Kilosa est une ville située dans la région de Morogoro, en Tanzanie. À proximité se trouve le barrage hydroélectrique de Kidatu.

## Source
- (en) Cet article est partiellement ou en totalité issu de l’article de Wikipédia en anglais intitulé « Kilosa » (voir la liste des auteurs).